# Knights of the South Bronx
Knights of the South Bronx is een Amerikaanse televisiefilm uit 2005, geregisseerd door Allen Hughes en geproduceerd door Dianne Nabatoff. De hoofdrollen worden vertolkt door Ted Danson, Malcolm David Kelley en Keke Palmer.

## Verhaal
Zakenman Richard (Ted Danson) geeft zijn goed betaalde baan op om les te gaan geven op een school in The South Bronx, een achterstandswijk in New York. Richard weet de sympathie van de leerlingen te winnen, onder meer door hun te leren schaken. De scholieren raken zelfs zo enthousiast dat ze echte wedstrijden gaan spelen en uiteindelijk mee willen doen aan het nationale scholierenkampioenschap.

## Rolbezetting
| Acteur               | Personage            |
| -------------------- | -------------------- |
| Ted Danson           | Mr. Richard Mason    |
| Malcolm David Kelley | Jimmy Washington     |
| Keke Palmer          | Kenya Russell        |
| Clifton Powell       | Cokey                |
| Devon Bostick        | Darren               |
| Brian Markinson      | Arnie                |
| Kate Vernon          | Richards vrouw       |
| Alex Karzis          | Kasparov             |
| Karen LeBlanc        | Dolly                |
| Philip Akin          | Assistent Directeur  |
| Yves Michel-Beneche  | MD Duprais           |
| Yucini Diaz          | Renee                |
| Antonio Ortiz        | Dawson               |
| Nicholas Carpenter   | Dawsons tegenstander |